# Expedice 53
Expedice 53 byla třiapadesátou expedicí na Mezinárodní vesmírnou stanici (ISS). Expedice začala 3. září 2017 a trvala do 14. prosince téhož roku. Byla šestičlenná, tři členové posádky přešli z Expedice 52, zbývající trojice na ISS přiletěla v Sojuzu MS-06.
Sojuz MS-05 a Sojuz MS-06 expedici sloužily jako záchranné lodě.

## Posádka
| Pozice          | 1. část (září 2017)                     | 2. část (září – prosinec 2017)          |
| --------------- | --------------------------------------- | --------------------------------------- |
| Velitel         | Randolph Bresnik (2), NASA              | Randolph Bresnik (2), NASA              |
| Palubní inženýr | Sergej Rjazanskij, (2), Roskosmos (CPK) | Sergej Rjazanskij, (2), Roskosmos (CPK) |
| Palubní inženýr | Paolo Nespoli (3), ESA                  | Paolo Nespoli (3), ESA                  |
| Palubní inženýr |                                         | Alexandr Misurkin, (2), Roskosmos (CPK) |
| Palubní inženýr |                                         | Mark Vande Hei (2), NASA                |
| Palubní inženýr |                                         | Joseph Acabá (3), NASA                  |

V závorkách je uveden dosavadní počet letů do vesmíru včetně této mise.
Zdroj pro tabulku: ASTROnote.
Záložní posádka:
- Alexandr Misurkin, Roskosmos (CPK)
- Mark Vande Hei, Roskosmos (CPK)
- Norišige Kanai, JAXA
- Anton Škaplerov, Roskosmos, CPK
- Scott Tingle, NASA
- Shannon Walkerová, NASA